# Wonder Woman (Fernsehserie)
Wonder Woman ist eine US-amerikanische Science-Fiction-Fernsehserie über die gleichnamige Superheldin, dargestellt von Lynda Carter. Erstmals ausgestrahlt wurde sie vom 7. November 1975 bis zum 16. Februar 1979 bei ABC und anschließend vom 16. September 1977 bis zum 11. September 1979 bei CBS. Die deutsche Erstausstrahlung war am 7. Februar 1993 beim Sender RTL.

## Überblick
Während des Zweiten Weltkrieges stürzt US-Pilot Steve Trevor (Lyle Waggoner) im Bermuda-Dreieck auf einer abgelegenen Insel ab, die von Amazonen bewohnt wird. Deren Prinzessin Diana (Carter) erstreitet sich das Recht, Trevor heimlich in die Vereinigten Staaten zurück zu begleiten und ihm als die Superheldin Wonder Woman im Kampf gegen die Nazis beizustehen. Hierzu bekommt sie ein rot-blaues Kostüm, eine Tiara als Wurfwaffe, schusssichere Armbänder, ein magisches Lasso und einen unsichtbaren Jet. In der ersten Staffel, die von ABC produziert wurde, findet sie heraus, dass Trevors Sekretärin Marcia ein Nazispion ist. Diana/Wonder Woman enttarnt die Verräter und wird am Ende Trevors neue Sekretärin Diana Prince. Die zweite und dritte Staffel, die von CBS produziert wurden, spielen in den 1970er-Jahren. Nach einer 35-jährigen Pause kehrt Wonder Woman in die Vereinigten Staaten zurück, um Trevors Sohn Steve junior (Lyle Waggoner in einer Doppelrolle) im Kampf gegen irdische und außerirdische Bedrohungen beizustehen.

## Hintergrund

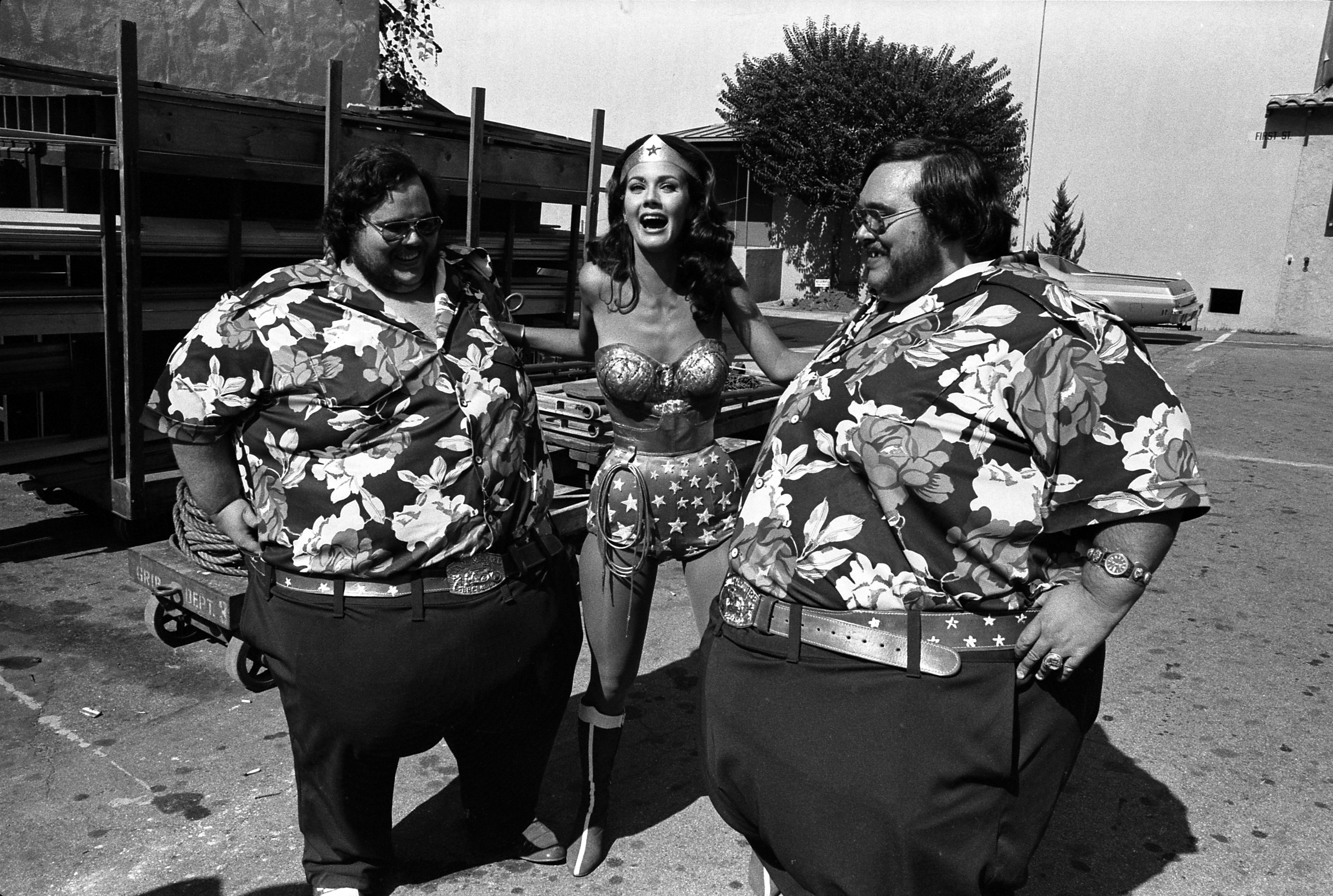
Lynda Carter als Wonder Woman (1976)

Lynda Carter hatte mehrere Jahre als Model gejobbt und war „ausgebrannt und pleite“, als sie 1975 unverhofft die Hauptrolle für Wonder Woman erhielt. Sie bekam 1.500 US-Dollar pro Folge sowie eine Million US-Dollar Handgeld für die zweite Staffel und betonte die Freude, ein Symbol „weiblicher Stärke“ porträtieren zu dürfen. Als Kehrseite meinte sie, durch ihr für damalige Verhältnisse gewagtes Outfit als Sexsymbol abgestempelt worden zu sein, was sie „nur für ihren Ehemann“ sein wollte. Kritisch äußerte sich Carter darüber, dass sie außer ihrer Gage keine Gewinnbeteiligung an der Serie bzw. darauf basierendem Merchandising bekam.
Wonder Woman wurde in einer Phase gedreht, als der Feminismus in den Vereinigten Staaten Einzug hielt. In der ersten Staffel enthielt die Serie viele feministische Botschaften, aber dann beschlossen die Produzenten, die Sendung nach damaligen Verhältnissen „familienfreundlicher“ zu machen und die Aussagen zu meiden. Carter bestand aber darauf, „ein positives weibliches Vorbild“ spielen zu dürfen. Sie sorgte auch indirekt dafür, dass sich weibliche Stuntperformer durchsetzten. Bei einer Helikopterszene wurde sie von einem Mann gedoubelt, der Wonder Woman so unglaubwürdig darstellte, dass sie kurzerhand selbst den Stunt übernahm. Die Produzenten waren über ihren Alleingang aufgebracht und beschlossen, künftig eine Stuntfrau für Carter zu engagieren.
Wonder Woman brachte Carter eine treue Fangemeinde in der LGBT-Szene ein, die vom Magazin Out durch die damals unübliche Umkehrung bestehender Geschlechterrollen erklärt wird.
Eine der bekanntesten Special Effects in Wonder Woman war die Pirouette, mit der sich Wonder Woman von der bürgerlichen Identität in ihre Superheldengestalt transformierte.
Die Fernsehserie bildete die Grundlage für die Comic-Miniserie Wonder Woman '77 (2015). Autor Marc Andreyko war ein großer Fan der Serie und lobte Carter. Sie sei „attraktiv, aber nicht zu aufreizend“ und verkörpere „alles, was Frauen stark und großartig macht“.

## Rezeption
„In der ersten Staffel kämpft Wonder Woman noch gegen Nazis, und in den nächsten Staffeln in der Moderne gegen immer langweiligere Gegner. Allerdings sah Carter im Wonder-Woman-Kostümen stets bezaubernd aus. Manchmal wurde sie als feministische Ikone interpretiert, oft aber wurde Carters Bekanntheit nur als Vehikel für halb gebackene Storylines benutzt.“

„Die Serie funktioniert aus vier Gründen: 1) ein häßliches Entlein namens Diana wird ein schöner und mächtiger Schwan namens Wonder Woman, 2) niemand wird getötet, 3) Eskapismus, verkörpert durch die mystische Amazoneninsel, und 4) der Gedanke weiblicher Emanzipation... Die ernste, verführerische Suffragette Lynda Carter wird gut von einem selbstironischen Lyle Waggoner ergänzt.“